# Хуліо Сесар Арсу
Хуліо Сесар Арсу (ісп. Julio César Arzú, нар. 5 червня 1954, Тегусігальпа) — гондураський футболіст, що грав на позиції воротаря.
Виступав, зокрема, за клуби «кальчіо Адет» та «Олімпія», а також національну збірну Гондурасу.

## Клубна кар'єра
У дорослому футболі дебютував 1974 року виступами за команду «Реал Еспанья», в якій провів дев'ять сезонів і чотири рази став чемпіоном Гондурасу.
Після чемпіонату світу 1982 року Арсу відправився за кордон і по сезону провів у іспанському «Расінгу» (Сантандер) та сальвадорському АДЕТі, після чого повернувся на батьківщину і грав за клуб «Тела Тімса».
Завершив кар'єру футболіста виступами за команду «Олімпія» (Тегусігальпа) у 1990 році.

## Виступи за збірні
У 1977 році Арсу був включений до заявки молодіжної збірної Гондурасу на молодіжний чемпіонаті світу в Тунісі, зігравши у всіх трьох іграх, але команда не подолала груповий етап.
1981 року дебютував в офіційних матчах у складі національної збірної Гондурасу.
У складі збірної був учасником чемпіонату світу 1982 року в Іспанії, де зіграв у всіх трьох іграх групового етапу проти Іспанії (1:1), Північної Ірландії (1:1) та Югославії (0:1), а його команда не подолала груповий етап.

## Досягнення
- Чемпіон Гондурасу (4): 1975, 1976, 1977, 1981
- Переможець Чемпіонату націй КОНКАКАФ: 1981
- Срібний призер Чемпіонату націй КОНКАКАФ: 1985